# Shish taouk
Cet article court présente un sujet plus développé dans : chawarma.
Le shish taouk, en turc : Şiş tavuk ou tavuk şiş, est un mets d'origine turque, très populaire, par exemple, dans les restaurants libanais de la région de Montréal. C'est un chawarma de poulet grillé sur une broche et servi finement tranché. Il est habituellement accompagné d'une sauce toum.